# MRC-5

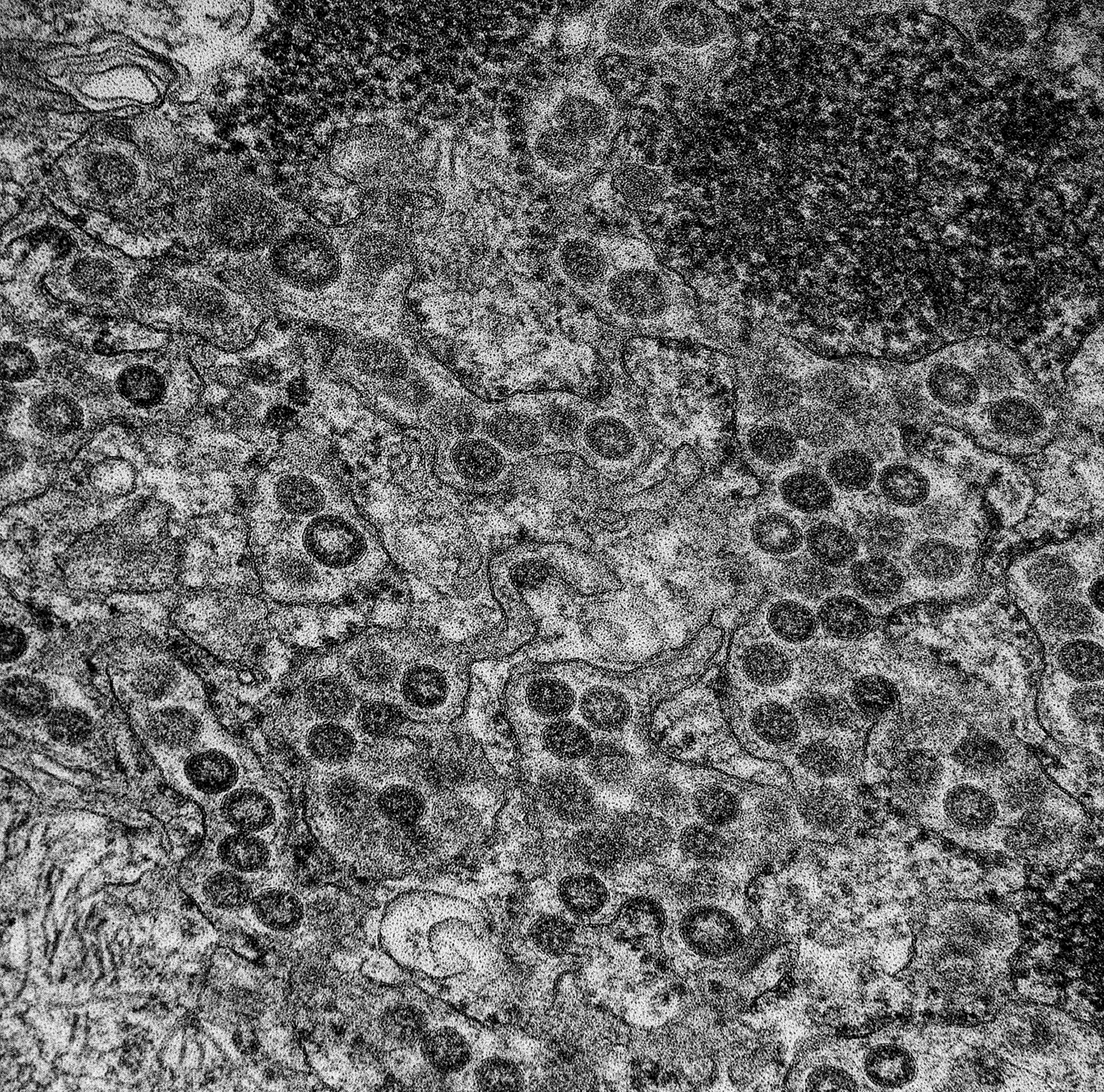
Cellula MRC-5

MRC-5 (Ceppo cellulare 5 del Medical Research Council) è una linea di coltura cellulare diploide composta da fibroblasti, originariamente sviluppata dal tessuto polmonare di un feto maschio caucasico abortito di 14 settimane. La linea cellulare è stata isolata da JP Jacobs e colleghi nel settembre 1966 dalla settima popolazione duplicata dal ceppo originale, e le stesse cellule MRC-5 sono conosciute per raggiungere la senescenza attorno alle 45 duplicazioni di popolazione.

## Applicazioni
Le cellule MRC-5 sono attualmente utilizzate per produrre diversi vaccini tra cui l'epatite A, la varicella e la poliomielite .